# Abbaye de l'Étoile
Pour les articles homonymes, voir Abbaye Notre-Dame.
L'ancienne abbaye de l'Étoile est un ancien monastère de moines cisterciens sis à Archigny dans le département de la Vienne (France). Officiellement établie en 1124 par Isembaud de l'Étoile, l'abbaye connait une période de grande prospérité au XIIIe siècle. En déclin au XVIIIe siècle, elle est supprimée lors de la Révolution française et ses bâtiments vendus comme biens publics.

## Histoire de l'Abbaye

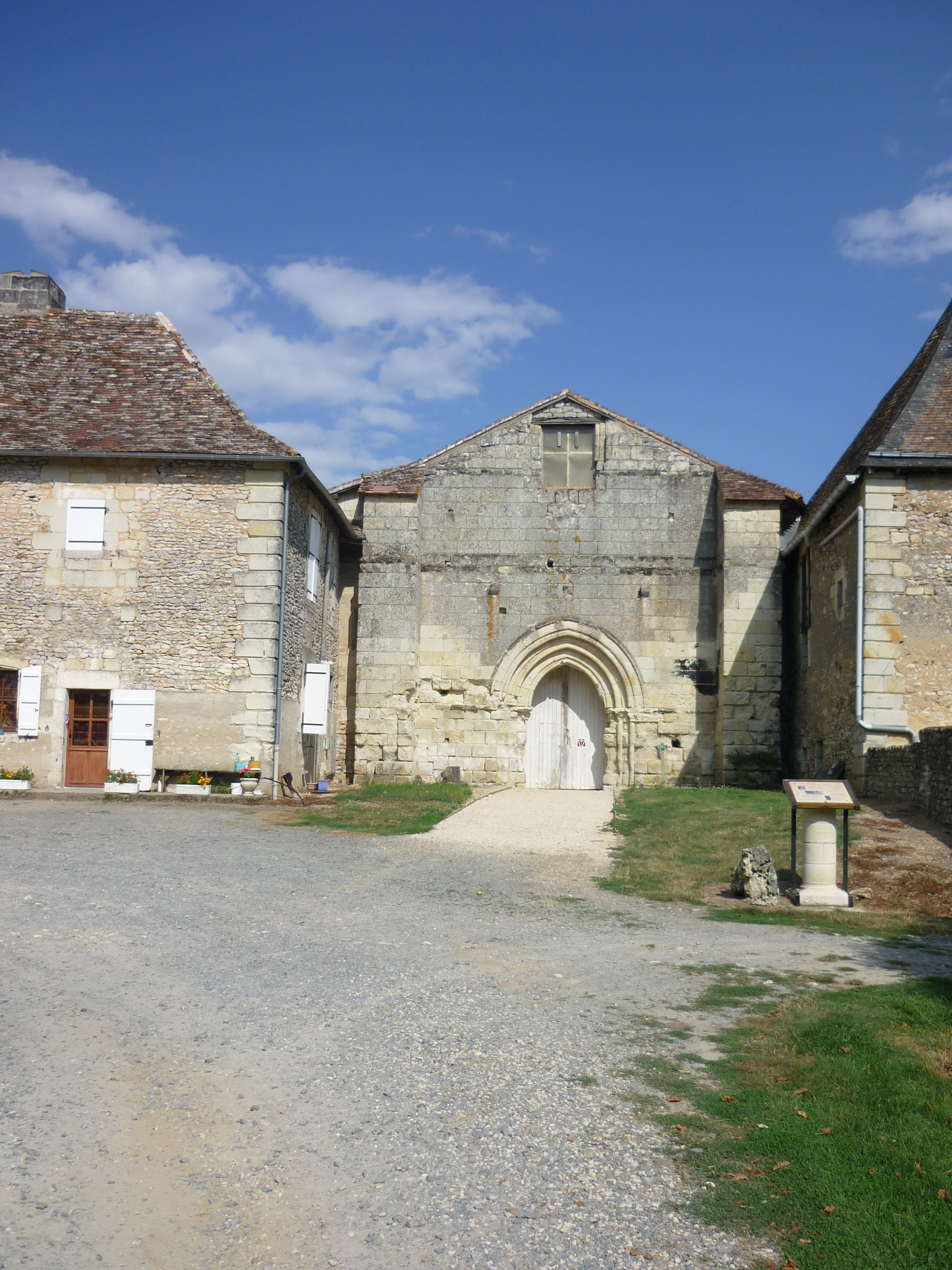
abbeye de l'étoile

### Fondation
Elle est fondée en 1117 et officiellement organisée en 1124 par Isembaud de l’Étoile (mort en 1140), ermite, en mémoire de son frère Pierre de l'Étoile qui fut le fondateur et premier abbé de Fontgombault en Indre et mort dix ans plus tôt, en 1114.

### Le Moyen Âge
En 1145 elle se joint à Cîteaux. Comme abbaye fille directe de Pontigny, elle constitue l’un des rares établissements de l'ordre cistercien dans le Haut-Poitou.
L'abbaye est édifiée durant la deuxième moitié du XIIe siècle selon le plan classique des abbayes cisterciennes. De cette période subsistent la sacristie, les murs de la salle du chapitre et leurs baies romanes géminées, la chapelle du transept sud et les assises de la nef de l'église, ainsi que l'infrastructure du bâtiment des convers.
Son troisième abbé fut le théologien Isaac de l'Étoile, d'origine anglaise.
Au XIIIe siècle, l'abbaye continue à prospérer, et la salle du chapitre reçoit l'aspect gothique qu'elle a conservé depuis, avec ses croisées d'ogives et sa décoration sculptée d'une extrême sobriété, caractéristique de l'art cistercien. Sous le pavement reposent plusieurs abbés.
Ruinée pendant la guerre de Cent Ans, l'abbaye doit sa première renaissance à dom Jean Choppelin (décédé en 1495) qui va vouer son long abbatiat, jusqu'à la fin du XVe siècle, à reconstruire les bâtiments endommagés, tout en les transformant profondément. Les travaux sont surtout visibles dans l'église. Elle est munie de nouvelles voûtes et de fresques, aujourd'hui à peine visibles, sur les arcatures de la nef.

### Guerres, pillages et destructions
L'abbaye est ruinée au XVIe siècle notamment lors des guerres de Religion. Le nombre de moines diminue. Elle est mise en commende en 1520. À partir de cette date, l'abbaye périclite.
Elle a été rebâtie au XVIIe siècle mais ne retrouva jamais son prestige. L'apport du Grand Siècle se remarque dans l'aile orientale où l'ancien parloir devient passage vers les jardins et dans l'aile occidentale qui est complètement réaménagée. La chapelle du transept sud conserve une infime partie du retable monumental qui était alors installé au fond du sanctuaire pour mettre en valeur une grande toile représentant l'Assomption de la Vierge Marie.
Fait assez rare, l'abbaye a échappé pendant longtemps aux conséquences négatives du système de la commende. Ainsi, en ce même XVIIe siècle, son abbé Dom Jérôme Petit (mort en 1635) en fit l'un des berceaux de la réforme de l'Étroite Observance dont les trappistes d'aujourd'hui sont les héritiers.
Elle est progressivement abandonnée au XVIIIe siècle. Des graffitis toujours visibles dans la prison située dans l'aile orientale montrent que la prison servit aussi pour un prisonnier de l’État.

Après la mort tragique du dernier abbé régulier, Dom Joseph Dreux, qui s'est suicidé en se jetant dans le puits de l'abbaye, l'avant-dernier abbé est le québécois Joseph de la Corne de Chapt, l'abbé de Méobecq en Berry (mort en 1779).

### Perte de la fonction religieuse
L'abbaye est vendue à la Révolution française, et devient une exploitation agricole et les bâtiments conventuels sont laissés à l'abandon. Le transept et la voûte de l'église s'effondrent au milieu du XIXe siècle. La nef servira longtemps de grange, la salle du chapitre de cellier et la sacristie de bergerie.
Mais, en 1915 a lieu un premier classement partiel, puis le 12 décembre 1991 ont été classés monument historique l'ensemble des bâtiments, édifices religieux et  métairie, ainsi que les piliers de l'entrée et l'aire du cloître. L'ancien moulin, devenu au XVe siècle la boulangerie de l'abbaye, a été restauré entièrement en 1997.
L’ensemble conventuel a été racheté par la commune d’Archigny en 1987. L'abbaye a été dans sa totalité classée Monument historique le 12 décembre 1991 et depuis lors fait l’objet de restaurations partielles en fonction des urgences et des crédits alloués.

## Architecture de l'Abbaye
L'abbaye a été fondée dans un vallon solitaire aux environs d'Archigny.
Cet ensemble cistercien est protégé en raison de l’importance historique de cette abbaye et de la qualité architecturale de ses vestiges. En effet elle réunit les principales caractéristiques d'un monastère cistercien du XIIe siècle basé sur le plan bernardin.
L'abbaye est en cours de restauration. 

### L’église abbatiale

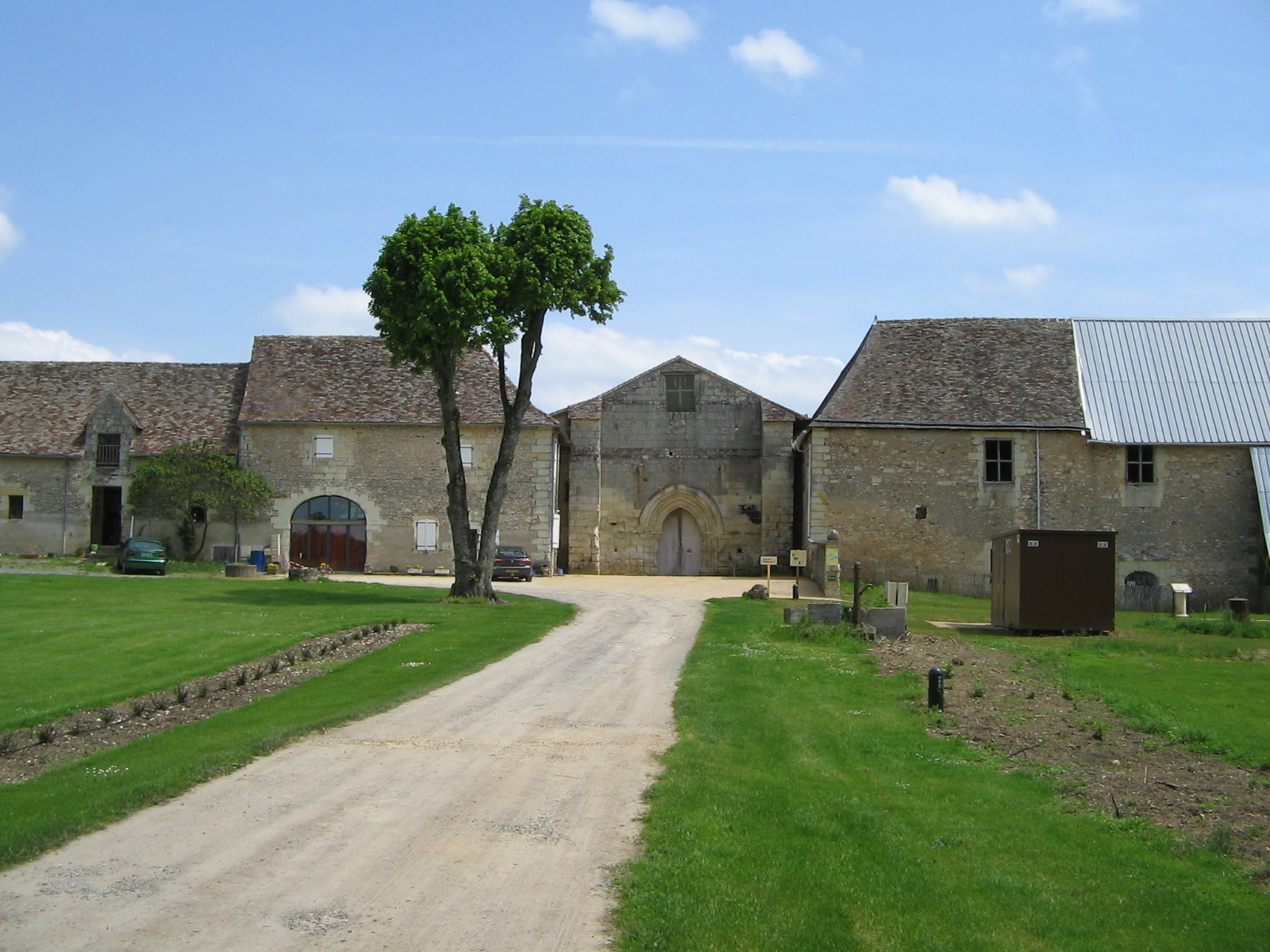
L'abbaye de l'Étoile en mai 2012.

De l'église abbatiale dont la nef est classée, il ne reste que la façade au portail sobre, flanqué de puissants contreforts que nécessitait la hauteur primitive de l'édifice.
Avant l'effondrement de la voûte au milieu du XIXe siècle, le pignon de la façade atteignait 25 m. Deux des trois corbeaux de pierre sur lesquels s'appuyait la charpente d'un avant-toit sont encore visibles. Au-dessus, il reste la base de la baie qui permettait à la lumière du couchant de pénétrer dans la nef et de l'éclairer.
À l'intérieur, une nef unique formait un long vaisseau de 28 mètres divisé en quatre travées.Elle remonte aux remaniements du XVe siècle. Des sondages effectués en 1999 montrent que la nef du XIIe siècle avait comporté deux collatéraux.
Dans la nef se trouvaient deux fresques du XVe siècle: l'une représentait une Mise au Tombeau et l'autre la Dormition et le couronnement de la Vierge. De nos jours, il ne reste que des traces de ces œuvres que l'on connait grâce aux relevés réalisés lors de leur découverte en 1853.

### Les bâtiments monastiques
Ils se composent de la sacristie, de la salle capitulaire, de l'auditorium, du cloître et des  bâtiments des convers.

#### Le cloître
Il ne reste rien des galeries du cloître.
À l'emplacement de la galerie longeant l'église, les fouilles menées en 1999 permirent de dégager de nombreuses sépultures. C'est à cet endroit que furent inhumés les premiers abbés.

#### La sacristie
La sacristie est voûtée en berceau. Elle date du XIIe siècle. Elle est intacte. À l'origine sa partie occidentale comportait l'"armarium", une sorte de placard creusé dans le mur, où étaient conservés les livres de l'abbaye. Une chapelle occupait sa partie orientale. À droite deux niches servaient l'une de tabernacle et l'autre de piscine. Dans cette piscine, étaient brûlés les cheveux des novices tonsurés et les linges utilisés pour les dernières onctions données aux frères mourants.

#### La salle capitulaire
La salle capitulaire gothique construite au XIIe siècle, remaniée au XIIIe siècle, fut restaurée en 1930 avec ses belles voûtes sur croisées d'ogives.
Une banquette courait le long du mur, les moines s'y asseyaient par ordre de séniorité comme à l'église. Ils y écoutaient le Père Abbé commenter un chapitre de la règle de saint Benoît. Le siège abbatial faisait face à l'entrée. Cet aménagement est encore visible dans les abbayes cisterciennes de Valmagne et de Fontfroide. Les dimanches et les jours de fête, les frères convers groupés sous la galerie orientale du cloître entendaient l'instruction abbatiale par les fenêtres de la salle capitulaire dont les arcs sont en plein cintre reposant sur des chapiteaux simplement ornés. Ils avaient alors 'droit au chapitre'.

#### L'auditorium
L'auditorium ou parloir est accolé à la salle capitulaire. Cette pièce étroit servait aux échanges indispensables à la bonne marche de l'abbaye car selon les règles cisterciennes, à l'article 42 : « les moines doivent en tout temps s'appliquer au silence ».. Elle a été transformée en 1670 en un passage entre le cloître et le jardin.

#### Le cachot
Situé à côté de l'auditorium, le cachot était destiné aux moines fugitifs, récalcitrants  ou coupables de délits graves. Certains de ses occupants y laissèrent des graffitis à la fin du XVIIe siècle.

#### Le bâtiment desconvers
Le bâtiment a été remanié au XVe siècle, XVIIe siècle et  XIXe siècle. Il a une structure de base du XIIe siècle. Au rez-de-chaussée, on trouve, selon un schéma classique dans les abbayes cisterciennes, le cellier, le passage vers le cloître et le réfectoire des convers. À l'étage, le dortoir des convers a été transformé au XIIIe siècle en chambres individuelles (Il est possible d'en voir à l'abbaye de la Celles-sur-Belle dans le département des Deux-Sèvres). La ferme de charpente, refaite au XVe siècle, est sculptée de motifs animaliers. Le bâtiment n'est plus visitable et est en attente de restauration à la suite des pillages du dernier propriétaire précédant le rachat par la commune d'Archigny.

#### Le cimetière
Le cimetière de la communauté s'étendait sur le côté nord de l'abbatiale. Toutefois, toutes les sépultures n'étaient pas rassemblées dans ce lieu. Au XIIe siècle et XIIIe siècle, les moines mais aussi des seigneurs qui souhaitaient être ensevelis le plus près possible d'une communauté d'intercesseurs, se faisaient enterrer dans le cloître, dans l'abbatiale voire dans la salle capitulaire.

#### Les bâtiments agricoles
Les bâtiments agricoles de l'abbaye se composent du porche, du  portail, de la ferme avec grange et communs, et du moulin.
Le moulin est devenu, au cours des âges, une boulangerie comme le prouvent les fours de nos jours encore visibles. Le moulin a été restauré en 1996. Il sert de lieu d'accueil et de petit musée où sont présentés divers objets liés à l'abbaye soit trouvés lors des fouilles, soit donnés par des habitants tels que les beaux livres du XVIIIe siècle visibles dans une vitrine.

#### La chapelle
La petite chapelle Saint-Laurent est située derrière les bâtiments de l'abbaye. Elle était rattachée au croisillon sud du transept de l'abbatiale. Au XIXe siècle, un grand retable du  XVIIe siècle y a été fixé. Il surplombait l'autel majeur et encadrait un tableau représentant l'Assomption qui est aujourd'hui visible au sein de l'église de Chenevelles.
Dans cette chapelle, les personnes âgées vouaient un culte à sainte Laurence, censée guérir des maux de dents. Sous la statue de la sainte, il est possible de voir une pierre dans laquelle il fallait mordre pour que le miracle s'accomplisse.

## Filiation et dépendances
L'Etoile est fille de l'abbaye de Pontigny.

## Les abbés de l'abbaye Notre-Dame de l'Étoile
L'abbaye Notre-Dame de l'Étoile a connu de nombreux abbés entre 1124 et 1790. Les archives à la disposition des chercheurs et des historiens sont discordantes. En effet ce n’est pas moins de neuf listes qui ont été dressées au fil du temps.

## Activité
L’abbaye de l’Étoile est un site historique situé à Archigny. En 1982, l’Association pour la sauvegarde de l’abbaye de l’Étoile a été créée dans le but de valoriser et de faire connaître le site au public. Dans cette optique, une convention tripartite a été signée entre l’association, la commune d’Archigny et la communauté d’agglomération du Pays Châtelleraudais. La commune d’Archigny, propriétaire des bâtiments, agit au titre de sa compétence en matière de développement culturel. La communauté d’agglomération du Pays Châtelleraudais gère les travaux de restauration et d’entretien au titre de ses compétences en développement touristique et en gestion des équipements culturels communautaires. L’association est chargée de l’animation du site.
L’association est membre de la Charte européenne des abbayes et sites cisterciens, qui rassemble près de 150 abbayes et sites cisterciens ouverts au public. Elle publie une revue semestrielle intitulée Les Amis de l’Étoile et œuvre à faire connaître l’histoire de l’abbaye. Des animations touristiques et culturelles sont organisées sur le site. Le propriétaire de l’ancienne ferme du monastère propose également du camping à la ferme. En 2003, l’abbaye a été visitée par 1 810 personnes.